# Championnat National
 Giải bóng đá Championnat National (tiếng Anh: French National Championship), thường được gọi đơn giản là National hoặc Giải hạng 3, đóng vai trò là hạng đấu thứ ba trong hệ thống giải đấu bóng đá Pháp sau Ligue 1 và Ligue 2. Với 18 câu lạc bộ, Championnat National hoạt động trên một hệ thống thăng hạng và xuống hạng lên Ligue 2 và xuống Championnat National 2, hạng đấu thứ tư của bóng đá Pháp.
Mùa giải diễn ra từ tháng 8 đến tháng 5, với các đội chơi 34 trận, tổng cộng 306 trận trong mùa. Hầu hết các trận đấu diễn ra vào thứ Sáu và thứ Bảy, với một vài trận đấu được chơi vào các buổi tối trong tuần. Trận đấu thường xuyên bị đình chỉ vào cuối tuần trước Giáng sinh trong hai tuần trước khi trở lại vào tuần thứ hai của tháng một.
National được thành lập vào năm 1993 bởi Liên đoàn bóng đá Pháp và phục vụ như một giải đấu cơ bản cho các câu lạc bộ trên bờ vực trở nên chuyên nghiệp hoặc rơi xuống cấp độ nghiệp dư. Giải đấu hàng năm bao gồm các câu lạc bộ bóng đá chuyên nghiệp, bán chuyên nghiệp và nghiệp dư. Các trận đấu trong giải đấu thu hút trung bình từ 2.500 đến 6.000 khán giả mỗi trận.

## Định dạng thi đấu
Có 18 câu lạc bộ trong Championnat National. Trong suốt một mùa giải, thường là từ tháng 8 đến tháng 5, mỗi câu lạc bộ thi đấu hai trận với các đội còn lại, một trên sân nhà và một trên sân khách, trong tổng số 34 trận đấu. Các đội nhận được ba điểm cho một chiến thắng và một điểm cho một trận hòa. Không có điểm được trao cho một trận thua. Các đội được xếp hạng theo tổng số điểm, sau đó là hiệu số bàn thắng, và sau đó là số bàn thắng ghi được. Vào cuối mỗi mùa giải, câu lạc bộ có nhiều điểm nhất sẽ lên ngôi vô địch và thăng hạng Ligue 2. Nếu số điểm bằng nhau, hiệu số bàn thắng và sau đó số bàn thắng sẽ quyết định người chiến thắng. Nếu vẫn bằng nhau, các đội được coi là chiếm vị trí tương tự. Nếu có một sự ràng buộc cho chức vô địch hoặc cho xuống hạng, một trận đấu play-off tại một địa điểm trung lập quyết định thứ hạng. Đội hoàn thành vị trí thứ hai và thứ ba cũng được thăng hạng lên hạng hai, trong khi bốn đội xếp hạng thấp nhất sẽ xuống chơi tại Championnat National 2 và bốn đội chiến thắng của bốn nhóm từ Championnat National 2 được thăng hạng.

## Bảng danh hiệu National Championnat
| Season  | Vô địch bảng A        | Vô địch bảng B                                        | Các đội khác được thăng hạng                                |
| ------- | --------------------- | ----------------------------------------------------- | ----------------------------------------------------------- |
| 1993–94 | En Avant de Guingamp  | LB Châteauroux                                        | Amiens SC and Perpignan FC                                  |
| 1994–95 | FC Lorient            | SAS Épinal                                            | Stade Poitevin and CS Louhans-Cuiseaux                      |
| 1995-96 | Stade Briochin        | Sporting Toulon Var                                   | Association Troyes AC and AS Beauvais Oise                  |
| 1996–97 | ES Wasquehal          | Nîmes Olympique                                       |                                                             |
| Season  | Vô địch               | Á quân                                                | Hạng ba                                                     |
| 1997–98 | AC Ajaccio            | CS Sedan Ardennes                                     | US Créteil-Lusitanos (not promoted)                         |
| 1998–99 | CS Louhans-Cuiseaux   | US Créteil-Lusitanos                                  | Gazélec Ajaccio (not promoted)                              |
| 1999-00 | AS Beauvais Oise      | FC Martigues                                          | Angers SCO                                                  |
| 2000–01 | Grenoble Foot 38      | Amiens SC                                             | FC Istres                                                   |
| 2001–02 | Clermont Foot         | Stade de Reims                                        | ASOA Valence and Toulouse FC (4 clubs promoted this season) |
| 2002–03 | Besançon Racing Club  | Angers SCO                                            | FC Rouen                                                    |
| 2003–04 | Stade de Reims        | Stade Brestois 29                                     | Dijon FCO                                                   |
| 2004–05 | Valenciennes FC       | ASOA Valence (not promoted due to financial problems) | FC Sète 34                                                  |
| 2005–06 | Chamois Niortais      | Tours FC                                              | FC Libourne-Saint-Seurin                                    |
| 2006–07 | Clermont Foot (2)     | US Boulogne                                           | Angers SCO                                                  |
| 2007–08 | Vannes OC             | Tours FC                                              | Nîmes Olympique                                             |
| 2008–09 | FC Istres             | Stade Lavallois                                       | AC Arles                                                    |
| 2009–10 | Evian Thonon Gaillard | Stade de Reims                                        | ES Troyes AC                                                |
| 2010–11 | SC Bastia             | Amiens SC                                             | En Avant de Guingamp                                        |
| 2011–12 | Nîmes Olympique (2)   | Chamois Niortais                                      | Gazélec Ajaccio                                             |
| 2012–13 | US Créteil-Lusitanos  | FC Metz                                               | CA Bastia                                                   |
| 2013–14 | US Orléans            | US Luzenac                                            | Gazélec Ajaccio                                             |
| 2014–15 | Red Star F.C.         | Paris FC                                              | FC Bourg-Péronnas                                           |
| 2015–16 | Strasbourg            | Orléans                                               | Amiens                                                      |
| 2016–17 | Châteauroux           | Quevilly                                              | Paris FC (Promotion Play-Off)                               |
| 2017–18 | Red Star              | Béziers                                               | Grenoble                                                    |
| 2018–19 | Rodex                 | Chambly                                               |                                                             |

## liên kết ngoài
- Trang web chính thức (tiếng Pháp)